# Vini Poncia
Vini Poncia, właśc. Vincent Poncia Jr. (ur. 29 kwietnia 1942) – amerykański muzyk, autor piosenek i producent nagrań.
W latach sześćdziesiątych XX w. Poncia razem z Peterem Andersem stworzył zespół autorów piosenek "Anders and Poncia". Ich piosenki były nagrywane przez takich artystów jak The Ronettes, Bobby Bloom i Darlene Love. Anders i Poncia byli też członkami zespołów The Tradewinds i The Innocents. Debiutancki singel The Tradewinds, "New York is a Lonely Town" osiągnął w 1996 roku 32 miejsce na liście "Hot 100" magazynu Billboardu. W 1991 roku japoński wokalista i tekściarz Tatsuro Yamashita nagrał cover tej piosenki tytułując go "Tokyo is a Lonely Town".
W latach siedemdziesiątych Poncia współpracował z Ringo Starrem (jednym z Beatlesów) i pojawił się w kilku solowych albumach Ringo. Był również producentem albumów Melissy Manchester i Lyndy Carter. Jako autor piosenek pisał je dla Jackie DeShanno and Tommy’ego Jammesa.
W roku 1978, został zatrudniony przez bębniarza zespołu KISS, Petera Crissa do produkcji jego solowego albumu. Za namową Crissa, Poncia był producentem dwóch albumów Kiss: Dynasty w roku 1979 i Unmasked w roku 1980.
Poncia Był również producentem drugiego solowego albumu Crissa, Let Me Rock You z roku 1982 oraz jest wymieniony jako współautor pięciu piosenek z wydanego w 1989 roku albumu Hot in the Shade zespołu Kiss.